# عبدالخالق هزاره
شهید عَبدُالخالق مشهور به عبدالخالق هزاره، طراح و عامل قتل محمد نادرشاه، (پادشاهی: ۱۹۳۳–۱۹۲۹) پادشاه افغانستان بود و به همین دلیل به شهادت رسید.

## ترور محمد نادرشاه

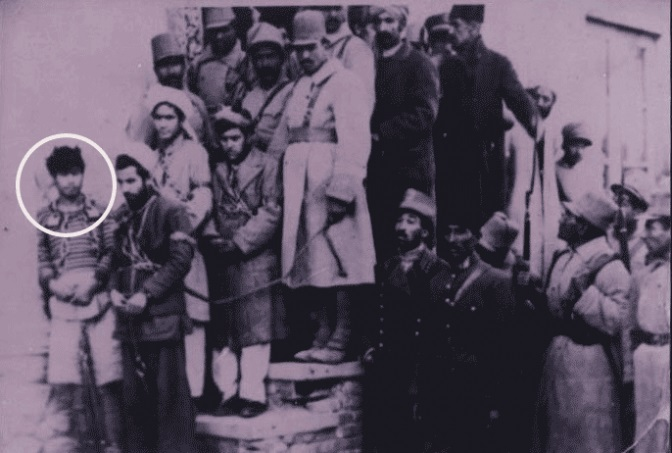
عبدالخالق پیش از اعدام.

عبدالخالق نوجوان فرزند مولاداد هزاره، دانش‌آموز لیسهٔ (دبیرستان) نجات بود. کارنامهٔ فارغ‌التحصیلان با حضور شاه تشکیل شده بود. به ضرب ۲ گلوله یکی به بازو و دیگری به دهان محمد نادر شاه را در میدان فوتبال ترور کرد و در چادر سلطنتی (تجیر) جان داد.